# Luc Steins
Luc Steins (ur. 22 marca 1995 w Voerendaal) – holenderski piłkarz ręczny występujący na pozycji środkowego rozgrywającego. Od 2021 roku jest zawodnikiem Paris Saint-Germain.